# Villa d'Asolo
Villa d'Asolo, già Pradazzi (Pradàs in veneto), è una frazione del comune italiano di Asolo, in provincia di Treviso.
Fino agli anni settanta del secolo scorso, il centro del paese (all'epoca Pradazzi) era situato in località Lauro.

## Geografia fisica
Come la vicina Casella, Villa d'Asolo sorge nell'area pianeggiante a sud del capoluogo, occupandone la porzione occidentale. I suoi confini sono così definiti: a nord la strada provinciale 248; a ovest il torrente Muson; a sud il confine del comune di Asolo che separa la frazione da Spineda e San Vito di Altivole; a est la Strada provinciale 6 Pradazzi, che porta l'antico nome della frazione.
Lungo il confine con Fonte scorre il torrente Muson. Il rischio di rotte arginali è stato drasticamente ridotto nel Novecento, con la realizzazione di robuste arginature in cemento; in occasione di piogge abbondanti si presentano invece locali esondazioni dei fossati, anche a causa del terreno poco permeabile. Al di sopra del materasso ghiaioso e drenante tipico dell'alta pianura, si sono infatti depositati sedimenti poco permeabili, di tipo limoso-sabbioso nella piana occidentale prossima al Muson, e argillosi nella campagna nordorientale.
Il confine occidentale della frazione è segnato, per un breve tratto, anche dalla Roggia Musonello, spesso indicata come Rio (della) Rosta. Derivata dal Muson a monte di Pagnano, alimentava numerosi magli, molini e segherie lungo il suo corso. Oggi non è più in funzione, ma viene garantito un deflusso minimo dal Consorzio di bonifica Piave, che serve questa zona con impianti in pressione per l’irrigazione.
Nella zona meridionale della frazione, dall’incontro tra il fosso del Calderon e lo scarico Castellana si origina il torrente Avenale, che alimenta il fossato delle mura di Castelfranco Veneto.

## Toponomastica
Il toponimo Villa d'Asolo (in latino Villa Asyli) è assai antico, ma in origine non indicava un centro abitato specifico, bensì tutta la fascia pianeggiante che si estende a sud di Asolo, sino a Crespignaga e passando per Casella. La porzione di territorio che oggi porta questo nome si chiamava Pradazzi (in latino Pradillum), toponimo che evidentemente richiama alla presenza di prati.
Se l'origine dei nomi Cà Falier, Cà Giupponi, Borgo Polo e Cà Giustiniani è presto ricondotta alle famiglie patrizie che vi risiedevano, via della sega, via dei molini e via del maglio ricordano i numerosi mulini e opifici che sorgevano lungo la roggia musonello. Si noti che in passato via del maglio era chiamata Strada del Guazzo: essa infatti collegava le due sponde del Muson mediante un guado, ancora oggi presente.
La strada di accesso al paese, via Cavin dei Cavai, era in passato una stradina (in veneto Cavin) percorsa a piedi o dai carri trainati dai cavalli. In passato la frazione era attraversata da un'antica strada, la Cal da Ron, che scendeva da Asolo verso la pianura lungo le attuali vie Cà Giupponi, Calderon, Colombera e Ravanazzi in comune di Altivole. Oggi solo il tratto centrale ne conserva il nome (via Calderon).
Nelle carte topografiche dell'800 compare il termine Casoggio, ad indicare un edificio rustico di modeste dimensioni lungo via dei Molini. Altri toponimi ormai dimenticati, ma attestati dalla cartografia storica, sono: Al Baluardo e Piloni, all'incrocio tra le vie Rosina e del Maglio; Lovate nei pressi del cimitero; Roccolo a Cà Giupponi e Seradei a Cà Falier.

## Storia
Le prime tracce della civiltà risalgono all'epoca romana. Villa d’Asolo, come tutta la pianura circostante apparteneva alla centuriazione romana costruita lungo la via Aurelia. A lungo si caratterizzò per la presenza di boschi, nonché per la vicinanza al torrente Muson e la presenza dei suoi molini. Nel 1695 la zona subì pesanti danni, come tutto l’Asolano, a causa del terremoto di Santa Costanza: le case dei Pradazzi risultarono “tutte in tal modo conquassate che non admettono ricovero senza pericolo della vita. Quattro molini conquassati, altri quattro diroccati".
Nei secoli della Serenissima, Pradazzi fu una delle località di villeggiatura favorite dalla nobiltà; ancora oggi rimane la testimonianza delle ville venete che qui sorgevano nella toponomastica (Cà Falier, Cà Giupponi, Cà Giustiniani). Da citare villa Falier dove il giovanissimo Antonio Canova, apprendista nel nonno Pasino, ricevette la prima formazione. Attualmente sono ancora presenti le case patrizie, con alcuni oratori, spesso rimaneggiate e talora in rovina.
Nelle epoche successive, con la fine della Serenissima per le ville dei Pradazzi iniziò un periodo di declino e successiva trasformazione in nuclei abitati o annessi agricoli da parte degli abitanti, in larga parte contadini. Nel 1820 si ha notizia di una disastrosa rotta del Muson ai Pradazzi, con le sue acque che si riversarono nel vicino Avenale allagando la campagna e la città di Castelfranco.
Nel 1908 venne completato l’acquedotto Breda-Pradazzi per servire la frazione; nel 1938 Enrica Falier, in ricordo della zia Giovanna Brandolini Falier, edificò un asilo per gli abitanti che è ancora oggi sede dell'asilo di Villa d'Asolo. Lo sviluppo successivo del paese è legato alla nascita della parrocchia. Pradazzi, già dipendenza del Duomo di Asolo, dal 1780 fece riferimento a un canonico sacrista insediato nella vicina Sant'Apollinare. Poco dopo, ebbe essa stessa un proprio sacerdote. La parte più settentrionale della frazione godeva invece dei mansionari insediati negli oratori di Cà Falier e Cà Giupponi, sempre dipendenti dal Duomo di Asolo. Il 1º novembre 1957, su iniziativa dell'arcivescovo di Treviso Egidio Negrin, venne istituita la parrocchia del Santissimo Nome della Beata Vergine Maria, in Pradazzi. Il 24 maggio 1967 cambiò denominazione in Villa d'Asolo e il 25 maggio seguente vide aumentare la propria giurisdizione, comprendendo anche le località di Cà Giupponi e Cà Falier. Il 16 gennaio 1974 il comune di Asolo cambiò ufficialmente il nome della frazione.
Nel piano del Vescovo, le tre frazioni di Pradazzi, Cà Falier e Cà Giupponi erano infatti chiamate a unirsi nella nascente parrocchia di Villa d’Asolo. Per attuare questo progetto, nel 1977 venne consacrata la nuova chiesa eretta al centro della frazione, nel crocicchio dove partono le strade che conducono ai vari colmelli, anche se all’epoca erano presenti solo campi. Sempre a quel periodo si deve la realizzazione delle scuole, della Casa del giovane e delle strutture sportive, della piazza con il monumento ai caduti e il condominio Meneghetti. Attorno a questo centro si sviluppò ben presto il nuovo paese di Villa d’Asolo, con una intensa espansione urbanistica tra la fine degli anni 1970 e l’inizio del nuovo millennio che portò la frazione a superare i 2 000 abitanti.

## Monumenti e luoghi d'interesse

### Chiesa parrocchiale
Intitolata al Santissimo Nome di Maria, la costruzione della chiesa iniziò nel 1975 (l'11 maggio il vescovo Antonio Mistrorigo benedì la prima pietra) su progetto degli architetti Armen e Ohannes Gurekian. Il 1º maggio 1976, quando l'edificio era ancora privo di copertura, venne celebrata la prima messa; la costruzione fu definitivamente ultimata il 1º maggio 1977 e la consacrazione ebbe luogo il 2 ottobre successivo. Nel 2000 la chiesa fu oggetto di un importante intervento di ristrutturazione, comprendente l’intonacatura esterna e il rifacimento del soffitto in travi e doghe di legno.
La struttura della chiesa si caratterizza per la forma curvilinea delle pareti, generata dall’uso di figure geometriche ellissoidali e circolari impiegate anche nella copertura a forma di tenda. Lo spazio interno presenta un'unica navata ad accogliere l'assemblea, disposta in senso latitudinale, e il Presbiterio rialzato di tre gradini a occupare la parete opposta all’ingresso, con il Battistero sulla destra. A lato del battistero si trova la pala d’altare rappresentante Sant’Eurosia della vecchia chiesa del Lauro, opera del pittore trevigiano Gino Borsato. Lateralmente si trovano gli accessi alla sacrestia, e alla cappellina del Santissimo. La torre campanaria, di contenuta altezza, si genera dall'innalzamento delle murature perimetrali del fronte ovest, articolandosi con tre setti convessi; è dotata di un concerto di cinque campane in sol b maggiore fuse da De Poli nel 1982.
L'organo, realizzato dall'organaro Livio Volpato di Padova, si trova nella cantoria in controfacciata, con la consolle a pavimento nell’aula dell’assemblea. A trasmissione elettrica con 1300 canne, venne inaugurato il 12 settembre 1981 con un concerto d'organo del maestro Sergio de Pieri.

### Cà Giustiniani
Angelo Giustiniani e i suoi fratelli, membri di un’illustre famiglia Veneziana legata ad Asolo, costruirono nel Cinquecento una villa e centro agricolo nella campagna dei Pradazzi con la scuderia e la casa dei servi. Venne costruito accanto anche un oratorio dedicato a Santa Maria. La villa era un noto luogo di ozi letterari: Orsatto Giustiniani qui tradusse in versi volgari l'"Edipo Re " di Sofocle, opera con la quale venne inaugurato nel 1585 il teatro olimpico di Vicenza. In seguito alla sua morte la villa passò alla famiglia Giustiniani-Recanati e in seguito a Francesco Aita che la lasciò in eredità all'ospedale di Crespano del Grappa. Nel secolo scorso è stata acquistata dai contadini della zona. Ora lo stabile, adattato a casa rurale, conserva solo pochi ricordi della villa che vi sorgeva, tra i quali due finestre ovali che il Comacchio indica come parte dell'oratorio privato, e i due pilastri dell'ingresso rivolto a occidente, lungo il Cavin che conduceva a Cà Rover. Il complesso della villa con le sue pertinenze viene popolarmente chiamato Il Borgo.

### Cà Falier

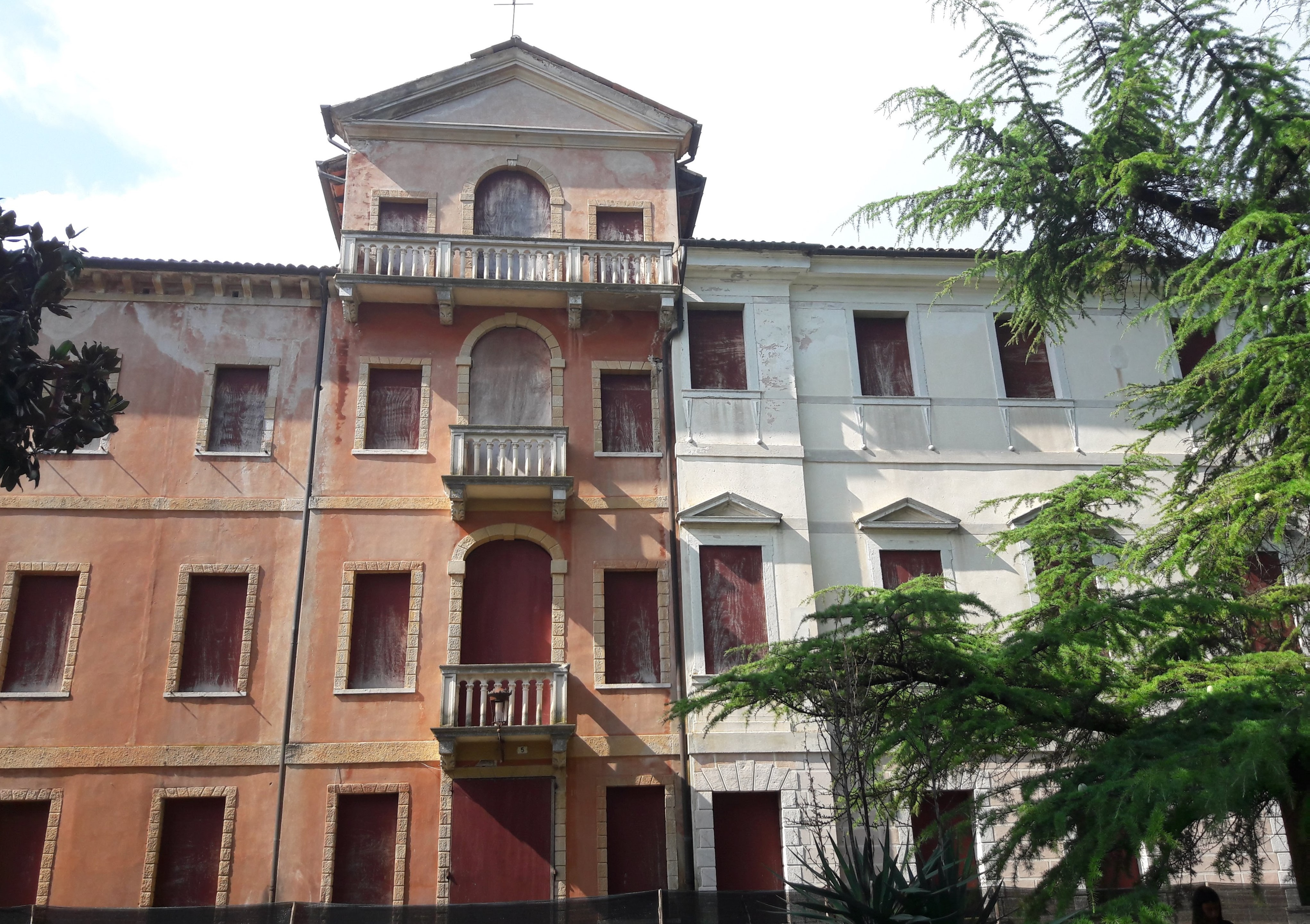
La facciata di Villa Falier, come appare oggi

La famiglia Falier era legata al territorio asolano fin dal Cinquecento; nel 1510 e nel 1578 furono podestà di Asolo rispettivamente Giovanni e Marcantonio Falier. La villa ai Pradazzi, inizialmente progettata da Pasino Canova, nonno del celebre Antonio, venne portata a termine nel 1745 da Giorgio Massari che edificò anche l’oratorio dedicato a Santa Maria della Salute. In questa residenza di campagna il giovane Antonio Canova produsse le sue prime opere, due state in pietra di Vicenza a grandezza naturale rappresentanti Orfeo ed Euridice, poste sopra i pilastri all’ingresso della villa e oggi conservate al museo Correr di Venezia. La barchessa e le adiacenze di Cà Falier sono sede di una cooperativa sociale e dell'associazione AVIS di Asolo, mentre il corpo principale della villa è in stato di abbandono. Il 1 aprile 1984 dei ladri sono entrati nell'oratorio trafugando la pala d'altare; gli altri arredi sacri e le reliquie presenti all’interno vennero trasferiti nella chiesetta di Cà Giupponi. L'oratorio era sussidiario della parrocchia di Asolo e vi era un mansionario.

### Archeologia industriale
Lungo il tracciato della roggia Musonello sono ancora visibili i resti delle botti a sifone, con le quali essa oltrepassava il torrente Muson, e alcuni siti di archeologia industriale: i ruderi del molino con annessa segheria in via della Sega, e il maglio poco distante dal Lauro. La presenza di questi opifici ad acqua è attestata sin dal XVII secolo; essi sono rimasti in funzione fino agli anni settanta del Novecento.

## Cà Giupponi e Borgo Polo
Il centro abitato di Cà Giupponi insiste sull'omonima via, che partendo dalla rotatoria della parrocchiale di Villa d'Asolo procede in direzione nord-est sfociando poi sulla provinciale Pradazzi. La parte settentrionale di Cà Giupponi è chiamata Borgo Polo. Inizialmente, la fusione tra Pradazzi e Cà Giupponi nella nuova parrocchia non avvenne come sperato: gli abitanti di quest’ultimo colmello infatti si sentivano più legati ad Asolo, tanto da continuare ancora per qualche anno ad avere un proprio mansionario. Con il tempo i dissapori si sono calmati e oggi la borgata è ben integrata nella frazione, anche se corre autonomamente l’edizione maschile del palio cittadino (mentre nell’edizione femminile corre assieme a Villa d’Asolo).

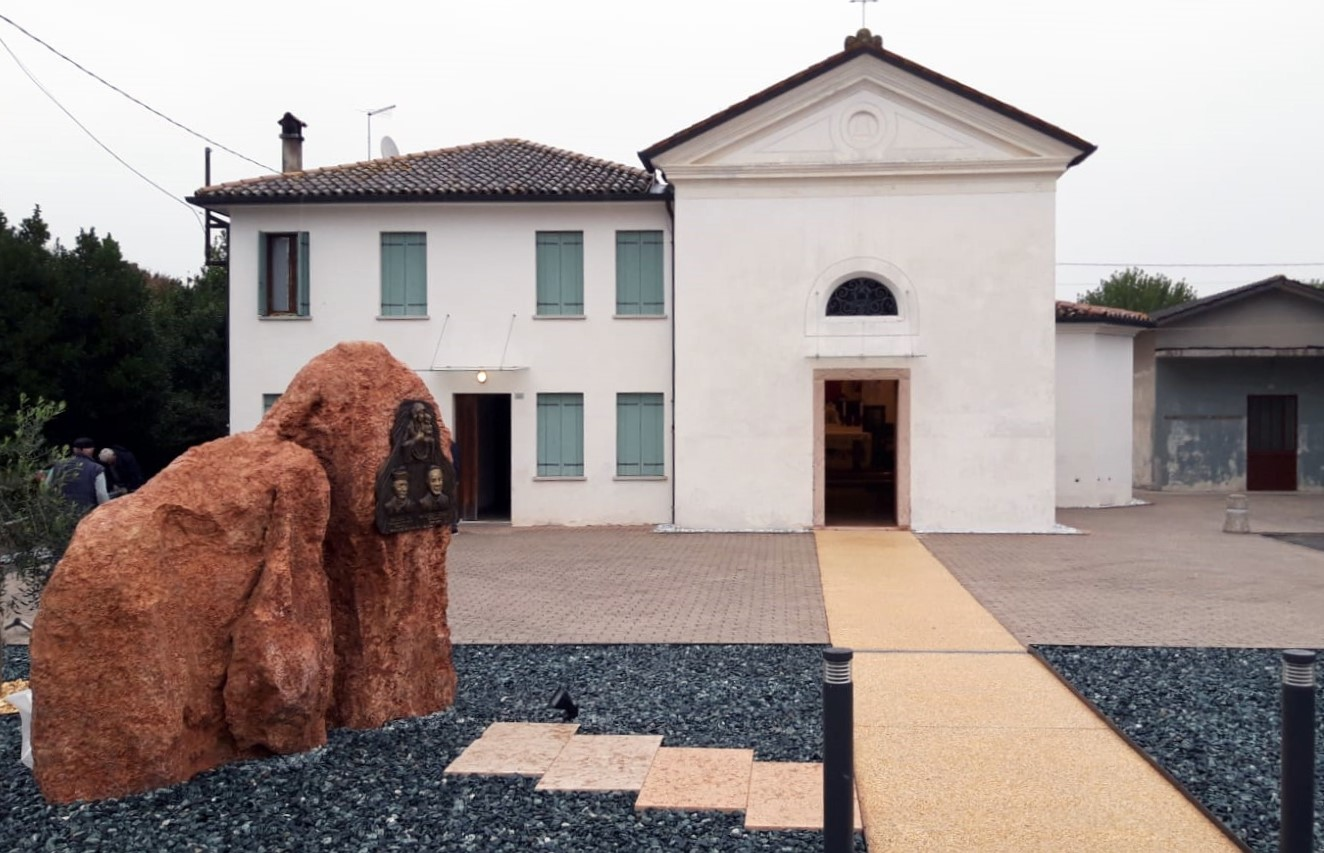
Il centro di Cà Giupponi: l'oratorio, la piazzetta Don Giuseppe Stevanato e il monumento alla Madonna del Perpetuo Soccorso

### Villa Giupponi
Nel Settecento i nobili Giupponi, originari di Cittadella, costruirono in questa zona una villa con oratorio, dove preesisteva una precedente chiesetta dedicata alla Madonna del Rosario. L'oratorio, dedicato nel 1773 a San Pietro d'Alcántara, venne ampliato nel 1956 per volontà del nuovo mansionario don Giuseppe Stevanato con una cappellina dedicata alla Madonna del Perpetuo Soccorso, alla quale è oggi dedicato l’intero edificio. Vi sono conservati una pala d’altare raffigurante la Madonna col Bambino, San Pietro d'Alcantara e Santa Teresa d'Avila, opera di Nadal Melchiori, e una tela dell'Incoronazione di Maria. Il corpo centrale della villa, con le pertinenze, è ancora oggi presente, seppur rimaneggiato.
Il 3 novembre 2019, alla presenza del segretario di Stato Vaticano card. Pietro Parolin, è stata inaugurata la nuova piazzetta della borgata, dedicata a don Giuseppe Stevanato. In essa è presente un monumento bronzeo opera dello scultore Carlo Balljana, rappresentante la Madonna del Perpetuo Soccorso e i due sacerdoti don Giuseppe Stevanato e don Carlo Noè, che nei loro anni di servizio a Cà Giupponi e Cà Falier hanno lasciato una testimonianza importante di fede e impegno nella comunità. In questa stessa occasione è avvenuta la benedizione di un reliquiario, realizzato sempre dal Balljana, contenente una reliquia ex sanguinis di papa Giovanni Paolo II.

## Lauro
Situato nella parte meridionale della frazione, il Lauro presenta un piccolo centro abitato che fino agli anni settanta del secolo scorso costituiva il centro della frazione di Pradazzi. Anch'esso ha conosciuto un discreto sviluppo urbanistico negli ultimi anni, passando dai 146 abitanti del 1991 ai 305 attuali.

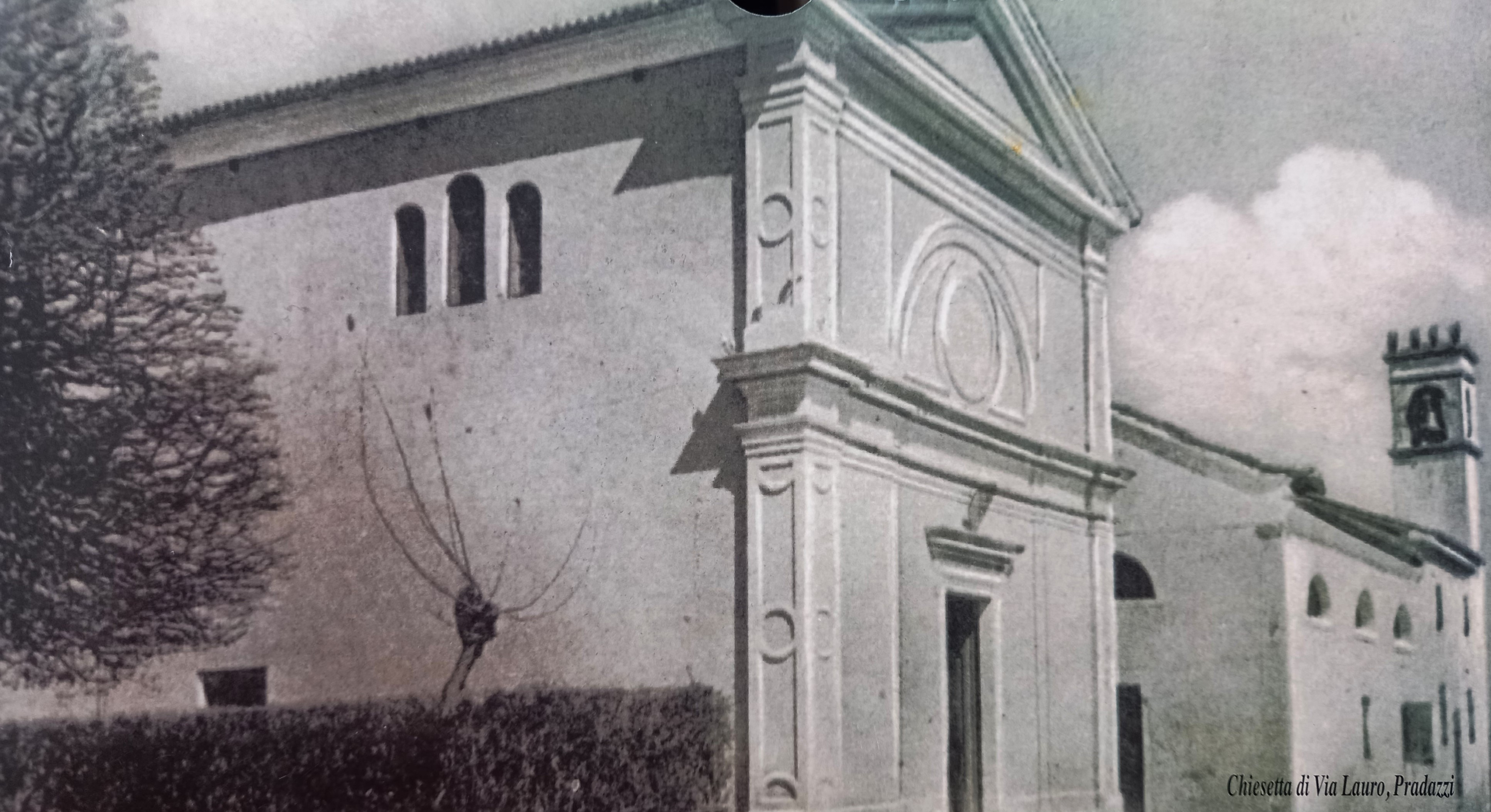
Il Lauro agli inizi del secolo scorso, con l'oratorio Rover e la nuova chiesa

### Cà Rover
La storia del Lauro è legata alla villa qui edificata nel XVII secolo da Bonifacio Rover, con annesso un oratorio campestre nel quale venne sepolto. L'oratorio, inizialmente consacrato al Mistero della visita di Maria Ss. a Santa Elisabetta, venne successivamente ampliato da Vittore de' Rover il quale su una parete murò un'iscrizione per mettere sotto la protezione della Madonna Immacolata la sua famiglia. I suoi discendenti trascurarono l'oratorio, finché nel 1772 il vescovo lo sospese dal culto. Nel Novecento, essendo la zona del Lauro dove si trovava l'oratorio distante dalla parrocchia di Asolo, gli abitanti riconsacrarono la chiesa al Santissimo Nome di Maria e costruirono una casa per il mansionario. Nel 1910 inoltre venne eretta a spese della frazione una nuova chiesa, mentre l'oratorio rimase centro di riunioni e teatro.
Nel 1952, a nord della frazione venne realizzato il nuovo cimitero e nel 1958 venne costruito il campanile, che caratterizza la chiesa per la sua strana forma. Il 1º ottobre 1957 nacque ufficialmente la parrocchia di Pradazzi.

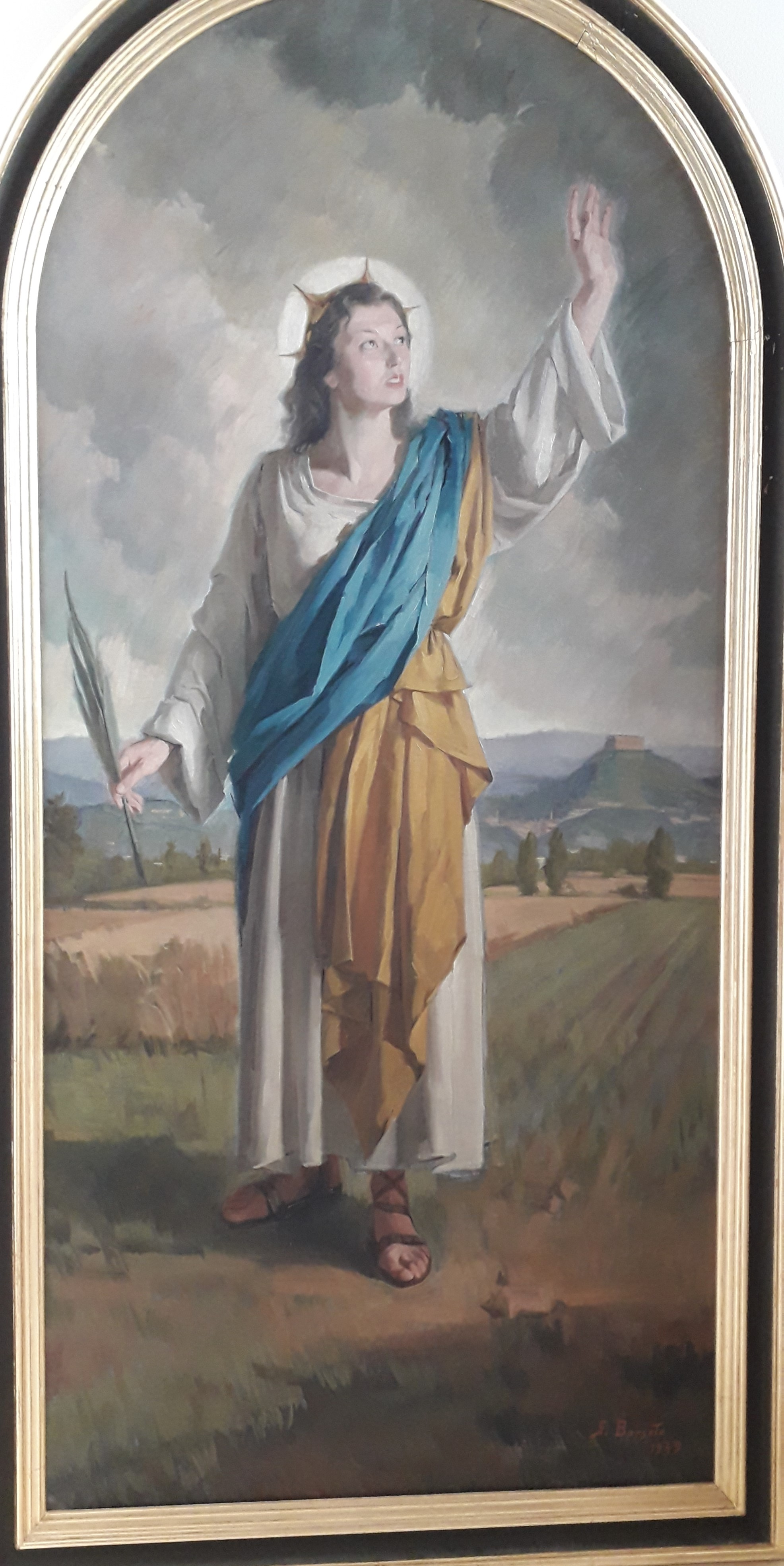
La pala di Sant'Eurosia, oggi nella parrocchiale di Villa

L’oratorio Rover venne demolito alla fine del secolo scorso, mentre la chiesa risulta ora inagibile. La pala d’altare rappresentante Sant’Eurosia, assieme ad altre tele, statue lignee e reliquie di varie epoche presenti nell’oratorio Rover prima, e nella chiesa del Lauro poi, sono ora conservate nella chiesa parrocchiale di Villa d’Asolo. L'organo invece venne venduto alla parrocchia di Stigliano; proveniva dalla chiesa di San Gottardo, antico convento dismesso nei pressi del centro storico di Asolo.

## Società

### Evoluzione Demografica
Abitanti censiti

### Etnie e minoranze straniere
Al 31 dicembre 2018  gli stranieri residenti nel territorio della frazione erano 524, ovvero il 21,7% della popolazione. Di questi, 261 erano stranieri comunitari e 263 extra-comunitari.

### Eventi e tradizioni
La sagra patronale si tiene nel mese di settembre.
Nel periodo natalizio si ripete l'usanza dei tre Lorienti, un gruppo di persone che percorre le vie del paese per annunciare la nascita di Gesù Cristo, cantando la pastorella dei tre Lorienti e raccogliendo offerte per la comunità. La sera dell'Epifania, come in gran parte del trevigiano, viene bruciato il falò della befana, che qui è chiamato Arièl.

## Geografia antropica

### Frazione, località e borgate
La frazione, oltre che dal centro propriamente detto di Villa d’Asolo, è formata dalle località Lauro, Cà Giupponi e Cà Falier, e da alcuni nuclei abitati minori: Borgo Polo (all'interno di Cà Giupponi), il Borgo di Cà Giustiniani (all'interno di Villa d'Asolo), i Pastri, Croce D'oro, Case Mantesso (già Calderon), la Rosina. Il nome Pradazzi viene ancora oggi usato dalla popolazione locale per indicare la località Lauro.

## Infrastrutture e trasporti
Durante la prima guerra mondiale, Cà Falier si trovò prima capolinea e poi stazione di una ferrovia di guerra a scartamento ridotto (decauville) che attraversava il territorio della frazione.
Gli autobus della Mobilità di Marca (MoM) fermano alla fermata Bivio Pradazzi, situata lungo la provinciale Castellana. La frazione è servita anche da un servizio di bus navetta comunale.
Il confine occidentale della frazione è attraversato dal Sentiero degli Ezzelini, percorso ciclo-pedonale lungo il torrente Muson.